# Яр (Байкаловский район)
Яр — деревня  в Байкаловском районе Свердловской области. Входит в состав Краснополянского сельского поселения. Управляется Еланским сельским советом.

## География
Населённый пункт расположен на левом берегу реки Ница в 28 километрах на север от села Байкалово — районного центра.

### Часовой пояс
Яр, как и вся Свердловская область, находится в часовой зоне МСК+2. Смещение применяемого времени относительно UTC составляет +5:00.

## Население
| 2002 | 2010 | 2021 |
| ---- | ---- | ---- |
| 86   | ↘46  | ↘22  |

## Инфраструктура
Деревня разделена на две улицы (Береговая, Восточная).

## Известные уроженцы
Молодых Николай Тихонович (1924—1997) — полный кавалер Ордена Славы, командир стрелкового отделения 172-го гвардейского стрелкового полка.